# Тифата
Тифата (итал.  Tifata) — гора в итальянской области Кампания.

## Описание
Гора в Кампанских Апеннинах, известная в древности святилищем Дианы Тифатины, которое, возможно, представляло собой религиозный центр местного населения. Там самниты разгромили кампанцев перед Первой самнитской войной; в 215 г. до н. э. Ганнибал разбил там лагерь; в 83 г. до н. э. Сулла разгромил там консула Гая Норбана и сторонников Мария.